# Elizabeth Gracen

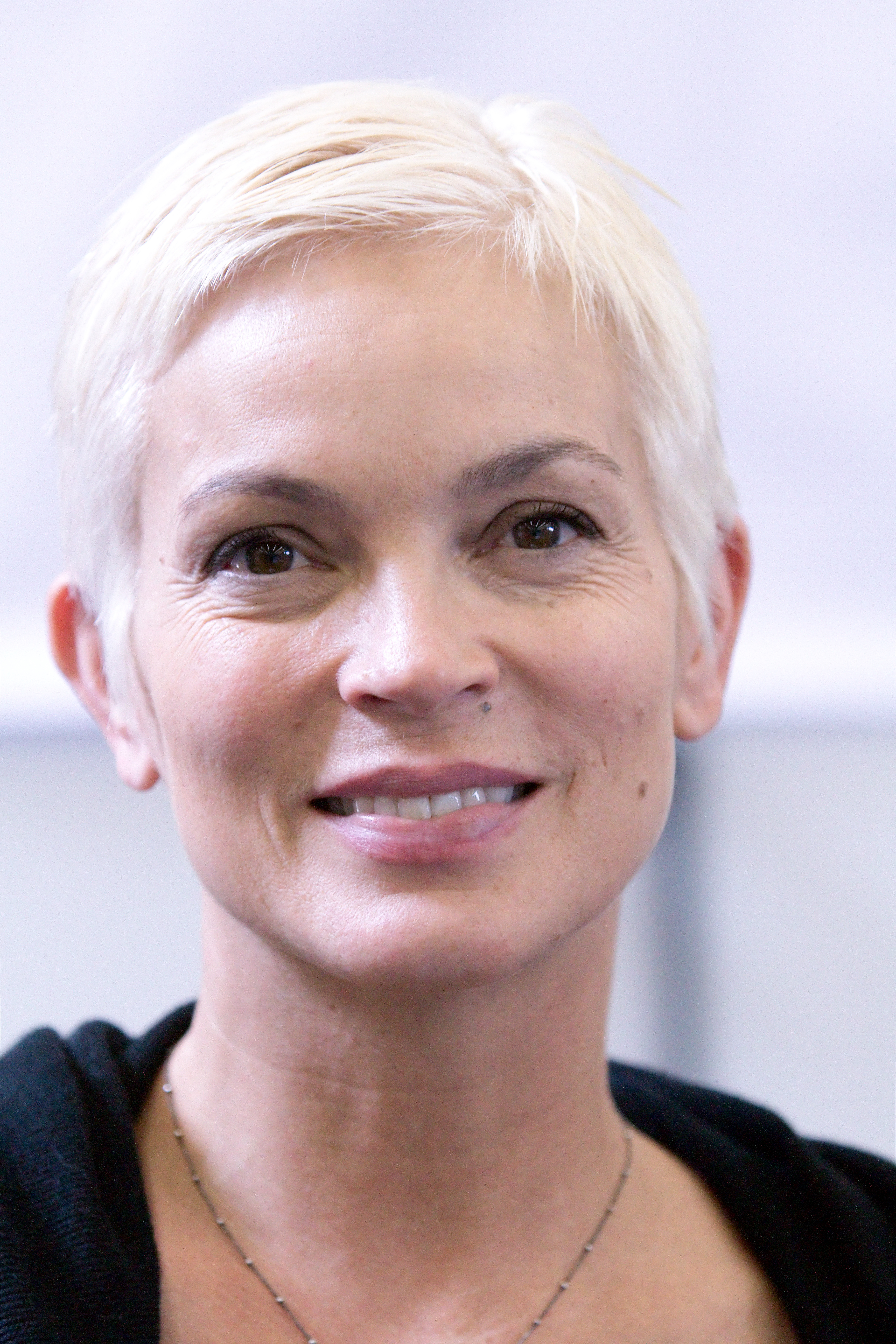
Elizabeth Gracen (2010)

Elizabeth Ward Gracen (* 3. April 1961 in Ozark, Arkansas als Elizabeth Ward) ist eine US-amerikanische Schauspielerin und Miss America.

## Leben
Elizabeth Ward wurde 1961 geboren, den Nachnamen änderte sie für ihre Karriere später in Gracen. Sie startete ihre Karriere als Model und nahm an verschiedenen Miss-Wahlen teil. 1982 konnte sie die Wahl zur Miss Arkansas gewinnen. Im gleichen Jahr wurde sie auch zur Miss America gekürt. Durch die gewonnenen Schönheitswettbewerbe hatte sie einen gewissen Bekanntheitsgrad erreicht und wollte sich damit eine Schauspielkarriere aufbauen. In diese Zeit fallen auch ihr Playboyauftritt (im Jahr 1992 – im deutschen Playboy wurden freizügige Aufnahmen von ihr in der Ausgabe Mai 1998 veröffentlicht) und ihre Affäre mit dem späteren US-Präsidenten Bill Clinton. Die Beziehung wurde im Rahmen der Lewinsky-Affäre bekannt.
Ihr Debüt als Schauspielerin hatte sie im Film Drei auf dem Highway – Three for the Road. Es folgten der Vampirfilm Sundown und der Fernsehfilm Der Tod des unheimlichen Hulk. Während dieser Zeit war sie in einer Reihe von Low-Budget-Filmen zu sehen, wie z. B. Zum Töten freigegeben. Ihren größten Erfolg feierte sie mit der Rolle der 1000-jährigen Amanda in der Serie Highlander. 1998 startete die Spin-off Serie Raven – Die Unsterbliche mit Elizabeth Gracen in der Hauptrolle. Die Serie wurde nach einer Staffel aufgrund mangelnder Quoten wieder eingestellt.
Gracen war von 1982 bis 1984 mit Jon Birmingham und von 1989 bis 1994 mit dem Schauspieler Brendan Hughes verheiratet. 1992 heiratete sie Adam Murphy, mit dem sie 2005 ihr erstes Kind bekam.

## Filmografie
- 1987: Drei auf dem Highway – Three for the Road (Three for the Road)
- 1988: Faule Tricks und fromme Sprüche (Pass the Ammo)
- 1989: Nightmare Classics (Fernsehserie, eine Folge)
- 1989: Sundown (Sundown: The Vampire in Retreat)
- 1990: Zum Töten freigegeben (Marked for Death)
- 1990: Der rote Blitz (The Flash, Fernsehserie, eine Folge)
- 1990: 83 Stunden – Nervenkrieg gegen die Zeit (83 Hours ’Til Dawn, Fernsehfilm)
- 1990: Stimme des Todes (Lisa)
- 1990: Matlock (Fernsehserie, eine Folge)
- 1990: Der Tod des unheimlichen Hulk (The Death of the Incredible Hulk, Fernsehfilm)
- 1991: Jake und McCabe – Durch dick und dünn (Jake and the Fatman, Fernsehserie, eine Folge)
- 1992: Lower Level – Todesangst im Hochhaus (Lower Level)
- 1992: Die Mühlen Gottes (The Sands of Time, Fernsehfilm)
- 1993: Time Trax – Zurück in die Zukunft (Time Trax, Fernsehserie, eine Folge)
- 1993–1998: Highlander (Fernsehserie, 20 Folgen)
- 1994: Fortune Hunter – Bei Gefahr: Agent Carlton Dial (Fortune Hunter, Fernsehserie, eine Folge)
- 1994: Codename 7700 – The Final Experiment (Final Mission)
- 1994: Renegade – Gnadenlose Jagd (Renegade, Fernsehserie, zwei Folgen)
- 1994: Diskretion garantiert (Discretion Assured)
- 1994–1995: Mord ist ihr Hobby (Murder, She Wrote, Fernsehserie, zwei Folgen)
- 1995: Extreme – Das Leben am Abgrund (Extreme, Fernsehserie, sechs Folgen)
- 1995: The Expert – Kalt und gnadenlos (The Expert)
- 1996: Kounterfeit – Falschgeld (Kounterfeit)
- 1998–1999: Raven – Die Unsterbliche (Highlander: The Raven, Fernsehserie, 22 Folgen)
- 2001: Queen of Swords (Fernsehserie, eine Folge)
- 2001: Strong Medicine: Zwei Ärztinnen wie Feuer und Eis (Strong Medicine, Fernsehserie, eine Folge)
- 2002: Charmed – Zauberhafte Hexen (Charmed, Fernsehserie, eine Folge)
- 2002: Interceptor Force 2 (Fernsehfilm)
- 2012: War of the Worlds: Goliath
- 2013: Coherence
- 2014–2019: Suspense (Fernsehserie, 20 Folgen)